# Крстарећа ракета
Крстарећа ракета је вођена летелица са бојевом главом велике количине експлозива. Погоњена је млазним мотором, у већини случајева турбомлазним. Користи се за уништавање циљева на копну и мору. У њој је уграђена велика бојева глава, у склопу структуре трупа. Великог је долета и прецизности погађања. Модерне крстареће ракете могу да се крећу надзвучним или високим подзвучним брзинама, са аутономном навигацијом и управљањем, могу да лете на путањи изузетно мале висине. Навигација се углавном базира на комбинацији инерцијалног навигационог система, система за праћење терена (енгл. Terrain Contour Matching) (TERCOM), препознавање слике циљног подручја (околине), GPS, а делимично и уз подршку радарa, антеном са прорезима. Напредна технологија управљања, развијана је за вођене ракете и навођене бомбе, касније је та технологија примењена код модерних крстарећих ракета.
Погон је обично двопроточни турбомлазни мотор, или набојномлазни мотор, понекад је чак и ракетни мотор, за брзе против бродске ракете.
Разликују се од беспилотних летелица (БПЛ), пошто се користе једнократно и то само као оружје, а не вишекратно у разним наменама. Код крстареће ракете, целина тела уређаји и бојева глава се заједно „потроше“ (униште) у мисији. Од балистичке ракете се разликује, тако што има стални погон и управљање током целе путање лета. Са аеродинамичког аспекта има узгонску подршку од уграђених крила, за разлику од стратешке и тактичке ракете земље-земља.
Предак крстареће ракете је немачки пројекат V-1, из периода Другог светског рата. Напредак у електронској, сензорској и рачунарској технологије су допринели повећаној ефикасности и поузданости извршења задатка са савременом крстарећом ракетом. Ваздухопловни принцип пројектовања је омогућио ракети да се са њом аутономно управља у току лета, за разлику од ваздухоплова, она нема стајни трап, већ се лансира.
Лансирање крстареће ракете може бити са подморнице, брода, авиона или копна. Лети ниско на висини од 15 до 100 метара, из разлога да се тешко открива и прати са противничким радаром Такође, се тешко детектује са IC сензором, због ниске топлотне емисије. Масовно је коришћена у локалним сукобима и ратовима. Према расположивим подацима, највише их је лансирано при НАТО бомбардовању СРЈ, укупно око 1.000 примерака.
У 2011. години, процењено је да јена крстарећа ракета Томахавк кошта 830.000 $ (500.000 £ ).

## Историја и развој
Прва идеја о „ваздушном торпеду“ приказана је 1909. године у британском филму научне фантастике „Ваздушни брод разарач“, где се торпеда бежично управљају и са њима се руше ваздушни бродови, који бомбардују Лондон, што на одређен начин асоцира на идеју о крстарећој ракети.
У 1916. години, Лоренс Спери је патентирао и направио „ваздушни торпедо“. То је у ствари био мали авион двокрилац без пилота који је носио експлозив. Управљање је било са аутопилотом, а висина је одржавана са давачем барометарског притиска. Инспирисана са овим експериментом, америчка војска је развила сличну летећу бомбу са називом Кетеринг буг (енгл. Kettering Bug). У периоду између два светска рата у Уједињеном Краљевству развијен је RAE ларинкс који је имао неколико испитивања 1920. године.
Историјски гледано, прву крстарећу ракету у правом смислу су развили Немци. То је V-1, која је лансирана у правцу Енглеске и западне Европе у 1944. године, током Другог светског рата. Често се V-1 помиње као летећа бомба, у којој се налази жироскопски навигациони систем са погоном једноставног пулсирајућег млазног мотора, са карактеристичним звуком. Тачност је била довољна само за коришћење на веома велике циљеве (опште подручје града), док је долет од 250 km био знатно мањи од радијуса авиона бомбардера који носи исти борбени терет. Главне су јој биле предности брзина (иако не довољна да надмаши тадашње пресретаче) и мањи губици у пресретању. Трошкови производње V-1 је био мали део од суперсоничне балистичке ракете V-2, а носиле су бојеве главе сличне величине. За разлику од V-2, V-1 се лансира са стационарне рампе, које су биле осетљиве на бомбардовање. Немци су 1943. године, развили програм „Мистел“, који се може сматрати као базно ваздухопловно лансирање крстареће ракете (види слику горе). То је било решење где је пилот управљао авионом пуним експлозива, кога је преносио бомбардер до зоне циља, где се одвајао од авиона носача и усмеравао се на циљ, а потом је пилот напуштао „авион бомбу“. Била је варијанта V-4 са људском посадом (развијена из V-1, под називом  . Намењена је била за употребу против савезничких бомбардера. Пилот је био у задњем делу трупа, испред усисника мотора, морао је да усмери авион на циљ и затим да искочи са падобраном. До 1944. је изграђено 175 таквих примерака. У суштини, V-4 је било оружје „бомбаша самоубице“, због великог ризика за пилота. Да би се то реализовало, морала се оформити војна јединица пилота „бомбаша самоубица“, што је захтевало посебну обуку 200 припадника Луфтвафе. Пошто авион, као што је био V-4 није могао да приђе бомбардерима, програм није успео .
Одмах после рата, у америчком ваздухопловству је текао развој 21 различитих типова вођених ракета и пројеката, укључујући и будуће крстареће ракете. Сви ти програми су били отказани до 1948. године, изузев четири: „Команде банши“, SM-62 шарк, SM-64 навахо, и МГМ-1 матадор. Банши је био сличан пројекат као Операција афродит. Исто није успео, па је отказан у априлу 1949. године.
Током периода Хладног рата и трке у наоружању, између САД и Совјетског Савеза, даље се експериментисало са концептом „летеће бомбе“ без људске посаде. Тражена су решења за примену крстареће ракете са копна, подморнице и авиона. Тадашњи, главни амерички успех је пројекат ракете SSM-N-8 регулус, са основом решења V-1, која се лансирала са подморнице.
Америчко ратно ваздухопловство је увело у наоружање прве оперативне мобилне крилате ракете земља–земља, са нуклеарном главом MGM-1 матадор, сличне концепту V-1. Распоредили су их у иностранству, почевши у 1954. години, прво у Западну Немачку, а касније у Републику Кину (на Тајван) и у Јужну Кореју. Матадор је 7. новембра, 1956. године био оперативан у Западној Немачкој. Локације лансирних рампи су сваког дана мењате и били су у стању да ударе на циљеве у државама Варшавског пакта. Ово је наводно био одговор на кризу коју је представљала совјетска интервенција у Мађарској, када је угушена револуција у рушењу комунизма, 1956. године.
Између 1957. и 1961. године Сједињене Америчке Државе су покренуле амбициозан и обимно финансиран програм развоја крстареће ракете SLAM, са нуклеарним погоном. пројекат је конципиран да ракета лети ниско испод осветљења непријатељског радара, при брзинама еквивалента М > 3 и да носи хидрогенску бомбу. Концепт и демонстрација погона су се показали успешним. Мотор је успешно прошао испитивања 1961. године, са добијеном снагом од 500 MW. Пројекат је ипак коначно напуштен у корист развоја ICBM.
Балистичке ракете су оружје које има предност за циљеве на земљи, ипак су совјети сагледали као примарну претњу од крстарећих ракета, са великом конвенционалном и нуклеарном главом, постављеним на америчким поморским носачима и авионима, са великом њиховом концентрацијом у борби. На великим подморницама (на пример, Ехо и Оскар класе) које су развијене да носе то оружје у функцији заштите америчких борбених група на мору, и великих бомбардера који су опремљени да такође носе велики број крстарећих ракета.
Свакако да је у оквиру оружја ове врсте најпознатије, најмасовније и највише борбено коришћено, америчка породица крстарећих ракета BGM-109 томахавк (у великом броју постојећих варијанти). Ова крстарећа ракета је изузетно прецизна на великим растојањима, са конвенционалном бојевим главама. Интензивно је коришћена у скорашњим ратовима, током операције Заливском рату и у агресији на Савезну републику Југославију. Морнарица Велике Британије, посебно њене нуклеарне подморнице, носе крстареће ракете BGM-109 томахавк. Прве верзије су биле са конвенционалном бојевом главом и имале су масовну употребу 1999. године, током НАТО бомбардовања СРЈ. Укупно је лансирано око 1.000 примерака. То је била прилика да се испразне војни магацини од залиха застареле варијанте, а да војна индустрија добије нове уговоре.

## Опште о пројекту
Генерално, крстарећа ракета се састоји од навигационог система, наменског терета, погонског система, тела (трупа) са крилом и стабилизатора са малим командним аеродинамичким површинама. Носивост се састоји од конвенционалне (обично) или нуклеарне бојеве главе. Крстарећу ракету покреће двопроточни турбомлазни мотор, због тога што он највише одговара захтевима економичности на малој висини и подзвучној брзини лета.

### Специфичности система
Системи за вођење међусобно могу да се разликују. Јефтини су са радарским висиномером, барометарским висиномером, дигиталним сатом за навигацију и мапа трајекторије лета. Напредна и скупа решења користе инерцијалну навигацију, сателитску навигацију и праћење контуре терена са подударањем детаља (енгл. Terrain Contour Matching) (TERCOM). За ову функцију, користи се аутоматско препознавање циља (ATR)), што је алгоритам за способност уређаја да препозна циљ односно објекат на који се наводи, на основу података добијених из сензора.
Примена „аутоматског циља“ је критична технологија препознавања и то је већ елеменат из области ратовања роботом. Ови системи се користе у беспилотним летелицама, а и у крстарећим ракетама. Овај систем обезбеђује фирма Џенерал електрик, он се користи и код ракета типа „лансирај па заборави“.

## Категорије
Многи сматрају да све крилате ракете припадају категорији крстарећих ракета. Генерално се крстареће ракете могу разврстати по величини, брзини (подзвучне или надзвучне), долету, и по носачу одакле се лансира (са земље, ваздуха, површинског брода, или подморнице). Често исте верзије ракета универзално пројектују за различите платформе лансирања. Када се лансирају са ваздухоплова и подморнице тада остављају светлији траг, од случајева лансирања са Земље и брода.
Начини вођења и навигације крстарећих ракета варира. Решења могу бити са различитим комбинацијама система и примене различитих сензора. Могу се применити комбинације инерцијалног навигационог система, TERCOM, сателитска навигација и друго. Веће крстареће ракете носе нуклеарне или конвенционалне бојеве главе, док оне мање носе само конвенционалне.
| По својим ефектима може бити: - стратегијска, - тактичка и - оперативно-тактичка. | По месту и типу базирања може бити: - копнена, - ваздухопловна, - поморска и - подводна. |

### Хиперсоничне
Хиперсоничне крстареће ракете лете најмање 5 пута брже од брзине звука. Оне су још увек у развојној фази, примери:
- Х-90 —  СССР /  Русија — Ваздух-тло хиперсонична крстарећа ракета, развијена 1990. године, у СССР-у, а касније је наставила Русија. Ова ракета је пројектована за крстарење већом брзином од звука 4 до 6 пута (М = 4 до 6), са циљем да на крају развоја постиже М = 10-15.
- Брамос II —  Русија /  Индија — Кооперацијски програм развоја. Тренутно је у фази испитивања.[13]
- Шаруља (ракета) —  Индија — Ракета са хибридним погоном, са балистичким и крстарећим карактеристикама.[14]
- Боинг X-51—  САД — Хиперсонична крстарећа ракета.
- Ју-71 —  Русија — Руска тајна хиперсонична нуклеарна ракета Ју-71, може да преживи постојеће системе противракетне одбране.
- WU-14 —  Кина — Хиперсонична балистичка против бродска ракета.[15][16]

### Надзвучне
Ове ракете су брже од брзине звука, обично користећи надзвучне набојномлазне моторе. Долет је обично 100–500 km, али може бити и већи, систем вођења варира, примери:
| - 3M-54 клуб — Русија — Вишенаменски ракетни систем - Х-31 — СССР / Русија — Ракета ваздух-тло - П-270 москит — СССР / Русија - П-500 базалт — СССР / Русија - П-700 гранит — СССР / Русија - П-800 оникс — СССР / Русија - М-40 (Буран) — СССР — интерконтинентална - Бурја (ракета) — СССР — интерконтинентална - AGM-69 SRAM — САД - SM-62 шнарк — САД — интерконтинентална - SM-64 навахо — САД — интерконтинентална - Брамос — Русија / Индија — Против бродска надзвучна - CVS401 персиз — Уједињено Краљевство / Француска — „Невидљива” суперсонична крстарећа ракета. | - Аеросолна моне порти — Француска — Надзвучна нуклеарна тактичка ракета, за доктрину „упозоравајућег дејства“. - С-805 — Кина - СЈ-10 — Кина - KD.88 — Кина - YЈ-12 — Кина - YЈ-18 — Кина - YЈ-91 — Кина - С-101 — Кина - С-301 — Кина - С-803 — Кина — Против бродска ракета - Јанг фенг — Република Кина - Хсунг фенг III — Република Кина |

### Подзвучне, великог домета
Сједињене Државе, Русија, Велика Британија, Израел, Јужна Кореја, Турска, Грчка, Иран, Кина и Индија су развили неколико подзвучних крстареће ракете дугачког долета. Ове ракете имају домет од преко 1.000 km и лете брзином од око 800 km на сат. Оне обично имају тежину при лансирању око 1.500 килограма и могу носити конвенционалну или нуклеарну главу. Раније верзије ових ракета користиле су инерциону навигацију; новије верзије користе много прецизније TERCOM и DSMAC системе. Најновије верзије могу користити сателитску навигацију, примери:
| - 3М14 — Русија - Х-55 — Русија - C-10 гранат — СССР - DH-10 — Кина - Нирбхеј — Индија - Мешкат — Иран | - AGM-86B — САД - AGM-129 ACM — САД - BGM-109 томахавк — САД / Велика Британија - Хунмо III — Јужна Кореја - SOM (ракета) — Турска — Верзија са долетом од 350 km се производи, а са већим ће почети касније. |

### Подзвучне, средњег долета
Ове ракете су отприлике исте величине, тежине и брзине лета као и претходно наведене, али домет је (званично) мањи од 1.000 km. Системи вођења варирају, примери:
| - Апаш — Француска - AGM-158 JASSM — САД - Сторм шадоу — УК / Француска/ Италија - KD-63 — Кина - Бабур — Пакистан | - Рад ALCM — Пакистан - Попај турбо ALCM — Израел - Рад — Иран - Таурус KEPD 350 — Немачка / Шведска / Шпанија |

### Подзвучне, малог домета
То су подзвучне ракете, масе око 500 килограма и долета до 300 km, примери:
| - Х-35 — Русија - П-15 термит — Русија - C-801 — Кина - C-802 — Кина - C-602 — Кина - Силкворм KN-1 — Кина - Силкворм — Кина - AVMT-300 — Бразил - Делилах ракета — Израел - Габриел IV — Израел | - RGM-84 харпун — САД - Наср-1 — Иран - Нор — Иран - Квадер — Иран - Зафар — Иран - SOM (ракета) — Турска — Верзија са долетом до 350 km - Морнаричка (ракета) — Норвешка - RBS-15 — Шведска - Зарб — Пакистан |

### Верзије са нуклеарном главом
САД имају 460 крстарећих ракета AGM-129 адванцед, са W80 нуклеарним бојевим главама (150 kt), носе их бомбардери B-52H, на спољним носачима. Такође, постоји око 350 морнаричких крстарећих ракета са истим нуклеарним бојевим главама. Домет ове ракете је 3.000 km (лансира се са пловних објеката). Ови сви пројектили су смештени у складиштима, пре дугачког временског периода.
Крстарећа ракета SSM-N--8 регулус је такође пројектована за нуклеарне бојеве главе.
Види још информација:
- Сједињене Америчке Државе и оружја за масовно уништење
- Средњи опсег-нуклеарне снаге споразума
- Военсдрект

Русија има крстареће ракете Х-55СМ, сличне америчким AGM-129, долета од 3.000 km, али су у стању да носе моћније бојеве главе, од 200 kt. Опремљене су са комбинацијом инерцијалног навигационог и система за праћење терена TERCOM (енгл. Terrain Contour Matching), са којим прати конфигурацију терена, на веома малој висини лета, од 110 метара и ниже на подзвучних брзинама, са тачности средњег могућег одступања од 15 метара. Оне се лансирају са било кога од бомбардера Тупољев Ту-95, Тупољев Ту-22M, или Тупољев Ту-160. У стању су да носе 16 ракета Ту-95, 12 ракета Ту-160, и четири ракете Ту-22М. Верзија ракете су са смањеном уочљивости (стелт) Х-101, у фази је развоја. Она има сличне особине као и Х-55, осим што је њен долет повећан на 5.000 km, опремљена је са конвенционалном бојевом главом од 1.000 kg. Пошто је смањене уочљивости, мање су шансе за њено успешно пресретање.

### Ефикасност у савременим ратовима
Тренутно крстареће ракете су међу најскупљим оружјем за једнократну употребу, цена износи и до неколико милиона долара по примерку. Једна од последица тога је да се корисници суочавају са тешким избором у употреби, захтев је висок однос ефикасност / трошкови. На пример, током операције „Трајна Слобода“ снаге Сједињених Америчких Држава, напале су циљеве веома ниске вредности крстарећим ракетама, што је довело у питање односа ефекат / цена. Међутим, заговорници употребе крстарећих ракета, истичу да исти аргумент важи и за беспилотне летелице: оне су јефтиније од пилота - људи, када се узму у обзир укупни трошкови обуке и инфраструктуре, да не спомињемо ризик од губитка њихових живота. Као што је показано у Операцији Одисејева зора, крстареће ракете су много теже за откривање и пресретање од осталих ваздухопловних средстава, што их чини посебно погодним за нападе против статичких система противваздухопловне одбране.

## Оперативна употреба
У Другом светском рату, била је значајна борбена употреба V-1 и то углавном по територији Уједињеног Краљевства. Било је укупно 8.025 лансирања.
У савременијој историји локалних ратова, највише су коришћене америчке тактичке крстареће ракете BGM-109 томахавк.
Америчке крстареће ракете BGM-109 томахавк великог долета почеле су своју смртоносну историју 17. јануара 1991. године, када их је лансирано 52 примерка у једној „салви“, на циљеве у Ираку, са америчких ратних бродова у Персијском заливу у Заливском рату, у кампањи избацивања снага Садама Хусеина из Кувајта. У току целог тога сукоба, укупно је лансирано 288 примерака ракета Томахавк, са одличним резултатима. Од првих 106 лансираних ракета, најмање 100 је погодило своје циљеве. Сви пројектили су лансирани са једанаест бродова и једне подморнице (испод површине воде), Америчке морнарице. Снаге коалиције су лансирале и друге типове крстарећих ракета. Међу циљевима у Багдаду били су приоритети председнички двор, Министарство одбране и комуникациони центри. Изван Багдада, циљеви су била хемијска, биолошка и нуклеарна постројења. На циљеве у северном Ираку током сукоба, лансирано је 323 крстареће ракете разних типова.
У ограниченој ваздухопловној офанзиви против Ирака, 16. јануара 1993. године, Америчка морнарица је лансирала 45 ракете Томахавк. Ово ракете су биле усмерене на објекте развојног нуклеарног центра Зафаранија.
Америчка морнарица, лоцирана у Јадранском мору, лансирала је 13 ракета Томахавк на положаје и територију босанских Срба, 10. септембра 1995. године, у кампањи њиховог заустављања у војним операцијама.
Ирачке положаје противваздухопловне одбране, напале су америчке снаге са крстарећим ракетама 3. септембра 1996. године, као одговор на њихово узнемиравање авиона коалиције, који су патролирали у функцији контроле забрањене зоне летења. Ракете су истовремено лансиране са бродова и из ваздуха са бомбардера Боинг Б-52 (13 ракета из ваздуха). Напади су углавном били успешни, али је погрешно и исхитрено планирање умањило њихов укупни ефекат. Први талас напада, генерално је остварио своје циљеве, али други је сматран неефикасним. Међу циљевима је било отпорних објеката на дејство бојевих глава ракета.
У једном дану, 20. августа 1998. године, Американци су са 13 крстарећих ракета напали „сумњиве“ погоне фабрике хемијског оружја у Судану и истовремено са 66 ракета шест кампова за обуку герилаца у Авганистану. Пројектили су лансирани са два пловила морнарице из Црвеног мора и са пет из Арапског мора (укључујући и подморнице).
Америка и Велика Британија покренули су операцију „Пустињска лисица“, 16. децембра 1998. године, са серијом напада из ваздуха, на ирачку противваздухопловну одбрану, користећи бомбардере Б-1 за лансирање крстарећих ракета. Око стотину циљева у централном и јужном Ираку су били у плану дејства. Напади су били фокусирани на оружје за масовно уништење и на њихове развојне центре, војне команде, командна места и склоништа Садама Хусеина и Републичке гарде. За уништење хемијских састојака у фази развоја, биле су потребне бојеве главе које могу развити већу количину топлоте од постојећих, у томе тренутку. Ангажовани су амерички бомбардери Б-1Х који носе крстареће ракете са већим бојевим главама на ракетама 330 томахавк. Укупно је у операцији „Пустињска лисица“ лансирано 420 крстарећих ракета, готово стотину више него је утрошено у Заливском рату.
Бомбардовање Савезне Републике Југославије, почело је у ноћи 24. марта 1999. године. Први талас напада је предводило лансирање крстарећих ракета, по унапред изабраним виталним објектима одбране ВЈ и инфраструктуре. Коришћени су амерички бомбардери за лансирање из ваздуха и америчка и британска морнарица, са мора. При томе је коришћен први пут у реалном дејству нови британски Томахавк. У првом таласу је лансирано 100 крстарећих ракета, а укупно у току целе агресије око 1.000. Направљена је велика материјална штета и у том ратном злочину је убијен веома велик број цивила за шта за сад није нико одговарао пред судом.